# Биология на купуването
Гениалността на Мартин Линдстрьом се проявява още в ранна детска възраст – на 12 години той става част от консултантите на световноизвестния бранд „LEGO“. Още оттогава името му се свързва с неописуем успех, бил е съветник на много други известни компании като „Nestle“, „Microsoft“, „McDonald’s“, „P&G „и други. Мартин проявява интерес към невромаркетинга след като попада на интересна статия в списание „Forbes„ – „In search of the buy button“. Така се заражда началната идея за проучването на невронауката и маркетинга в едно.

## Резюме на книгата
В продължение на 3 години биват изследвани повече от 2000 души от 5 различни държави – САЩ, Великобритания, Китай, Германия и Япония. Датският експерт по маркетинг и брандинг става световно известен през 2008 г. след като книгата озаглавена „Buyology „се превръща в бестселър. След седемте милиона долара похарчени за целите на проучването – реакциите на доброволци в програмата към дадени реклами, брандове и лога, са внимателно наблюдавани и ни разкриват изумителни открития. По-просто обяснено, Линдстрьом иска да разбере какво се случва в главата ни, когато пазаруваме, какво точно ни привлича или ни отблъсква, правим ли асоциации с нещо познато или сме завладени от изцяло нова представа за продукт. За целта си той обуславя проучването на два типа методи за сканиране на мозъка – SST и FMRI. Първият метод представлява измерването в реално време на мозъчни вълни на участниците чрез специални шапки, свързани с електроди. Чрез този метод се дава по-ясна представа за емоционалната ангажираност от даден обект или реклама, за това каква част от видяното запомня човек и за колко по-дълго го прави и най-важното дали има одобрение или неодобрение на видяното в реклама. Вторият метод е FMRI – фунционален магнитен резонанс и представлява огромна машина, която измерва хемоглобина и открива тумори и травми. Има за цел да разбере с точност до 1 мм коя част от мозъка работи над определена задача.
За самата книга и нейното съдържание може да се каже, че всяка една глава е строго отделена и насочена към различен проблем от маркетингово естество. Изводите и отговорите са с доста по-различна представа и най-впечатляващото е, че всички те са подплатени с примери и доказателства.
Първата тема е тази за предупредителните надписи съпътствани с ужасни картинки върху цигарените кутии. Оказва се, че тяхната цел – да намалят броя на пушачите на глобално ниво, изобщо не действа, а напротив има обратен ефект или нулев такъв. Достигането до момент, в който продавач пита с надсмешка редовен клиент с коя ужасна картинка цигари предпочита да му даде, е показателно за тази хипотеза. Мартин Линдстрьом провежда серия от изследвания за ефективността, или липсата на такава, на предупредителните надписи върху цигарените кутии и телевизионните реклами срещу тютюнопушенето. Става ясно, че както предупредителните надписи върху цигарените кутии, така и гледането на определени реклами само възбужда желанието на доброволците да запалят цигара, всичко това се случва подсъзнателно. Следващото изследване на Мартин проверява подсъзнателните реклами на цигари. На доброволците са прожектирани два вида изображения: истински реклами на Марлборо и Камел, както и фирмените им лога и изображения, които се асоциират с рекламите на цигари от времето, когато рекламирането им не е забранено. Това са изображения от типа на двама мъже яздещи един до друг, планина в Дивия запад, джип спускащ се по криволичещ планински път, залез с цвят на червило, напукана от суша пустиня, състезателни такъми от F1 и НАСКАР, червени коли и механици и др, като никъде не се показват цигари, или имена на бранд. Всички доброволци са помолени да не пушат два часа преди теста, за да може нивото на никотин в началото на експеримента да е еднакво при всички участници. Първо на доброволците са показани подсъзнателните изображения, нямащи връзка с цигарените марки, а след това истинските реклами и лога. Целта е да се разбере дали подсъзнателните изображения ще предизвикат желание за пушене, подобно на това, което се генерира при вида на фирмените знаци, кутии с цигари и реклами. При вида на истинските кутии с цигари мозъчните снимки показват силна реакция в зоната, която условно се определя като зона на наградата, непреодолимото желание и пристрастяването. Когато на доброволците се покажат индиректните изображения 5 секунди по-късно е отчетена активност в същата мозъчна област. Оказва се даже че активността в центъра на наградата и непреодолимото желание е по-силна, и следователно по-силно желание за пушене, когато се наблюдават индиректни изображения. Една от причините този тип подсъзнателна реклама да работи толкова добре е, че тъй като подсъзнателните изображения не показват никакво лого, пушачите не си дават съзнателна сметка, че са изложени на рекламно послание и подсъзнателно „свалят гарда“.
Темата за продуктовото позициониране е доста обширна и съпътствана с множество примери. Няколко примера доказващи ефективността: През лятото на 1957 година в киносалон в Ню Джърси започва прожектирането на филм. Неизвестно на публиката, специалистът по маркетинг Джеймс Викари, е поставил механичен апарат за диапозитиви и е прожектирал върху екрана думите „Пий Кока-Кола“ и „Яж пуканки“ за 1/3000-на от секундата на всеки пет секунди по време на всяка филмова прожекция. Викари твърди, че по време на този експеримент киносалонът е реализирал 18.1% нарастване на продажбите на Кока – Кола и 57.8% нарастване на продажбите на пуканки, благодарение на скритите послания. В резултат на създалата се истерия от тези резултати и публикуването на книгата на Ванс Пикард – „Скритите реклами“, организацията на Американските телевизионни канали и Държавната асоциация на радио и телевизионните мрежи забраняват излъчването на подсъзнателни реклами от 1958 г. През 1962 г. президентът на Корпорацията по психология д-р Хенри Линк предизвиква Викари да повтори експеримента. Този път обаче няма никаква промяна в продажбите на кока-кола или пуканки и Викари признава, че всичко е било само ефектен трик и че си е съчинил цялата история. Киномашината и нарастването на продажбите не са истина. Въпреки тези признания на Викари щетите са налице и идеята за промиващата мозъци реклама е загнездена на дълбоко в умовете на американските граждани. Днес някои магазини нарочно пускат касети със специално подбран джаз или латиноамериканска музика, съдържаща записани послания – подбрани така, че да подтикнат купувачите да харчат повече, или да ги възпират от кражби на стоки. Сред тях са: „Не се тревожи за пари“, „Представи си, че го имаш“ и „Не го взимай, ще те хванат“. Според един търговец магазините, в които се пуска тази музика реализират 15% по-високи продажби, докато кражбите са намалели с 58%.
През 1999 г. учени от Харвардския университет изследват силата на подсъзнателните послания върху 47 души на възраст от 60 до 85 години. На доброволците се прожектира серия от думи за няколко хилядни от секундата, докато те играят компютърна игра, за която им е казано, че ще измери връзката между физическите и умствените им умения. На едната група са прожектирани позитивни думи (мъдър, прозорлив, реализиран), а на другата по-негативни думи (стар, зависим, болен). Целта е да се види дали излагането на тези хора на думи предполагащи стереотипи за възрастта им ще повлияе на поведението им и конкретно на походката им. След това екипът измерва скоростта на ходене и според проф. Джефри Хаусдорф дължината на крачката на хората, изложени на позитивни думи се е увеличила с почти 10%. Следователно оказването на психологически ефект над субектите е повлияло на физическото им поведение.
И до ден днешен няма категорична забрана на подсъзнателната реклама, както няма и официални регулации или директиви, дефиниращи какво точно представлява подсъзнателна реклама.
Следващата тема засяга връзката между вяра/религия и маркетинга. Добрият брандинг е неразличим от религия – притежава усещане за принадлежност, ясна мисия, вдъхновявяща история, символи и ритуали. През 2006 г. петнайсет жени, членки на Кармелитския орден, на възраст от 23 до 64 години участват в експеримент проведен от двама невроучени, Марио Борьогар и Венсан Пакет. Този експеримент има за цел да установи: кои части от нашия мозък се активират, когато сме ангажирани с нещо дълбоко лично и духовно като молитвата или когато се чувстваме близко до Бога? В началото учените искат от монахините да си припомнят най-дълбокото си религиозно преживяване като членки на Кармелитския Орден. Скенерът разкрива, че монахините показват бурна неврална активност в опашатото ядро в централния мозък, област отговорна за чувствата на радост, спокойствие, самосъзнание и любов. Другата активирана област е инсулата, която се отнася до чувствата, свързани с връзката с божественото, според учените. След това от монахините се иска да си припомнят свое дълбоко емоционално преживяване с друг човек. Активността, регистрирана от скенера този път е съвсем различна. Пакет и Борьогар заключват, че макар в човешкия мозък да няма точна област, активираща се, когато сме заети с духовни или религиозни мисли, съществува поне сред по-силно религиозните хора, различни схеми на активност, когато мислим за религия и когато мислим за други хора.
За следващото си изследване Мартин Линдстрьом избира силни брандове като „Гинес“, „Ферари“, „Харли-Дейвидсън“ и Apple. Той също така избира и „по-слаби“ брандове като „Майкрософт“, „Бритиш Петролиум“ и други, защото това са брандове, които предизвикват негативни или неутрални емоции у консуматорите. Изследването има за цел да определи дали силните и слабите брандове преизвикват същите чувства както религиозните символи. Преди да започне сканирането, 65-имата доброволци са помолени да оценят своята набожност по скала от 1 до 10 (повечето се оценяват между 7 и 10). На доброволците са показвани изображения от типа на: айпод, Папата, броеница, Кока-Кола, Ред Бул, Ферари, Майка Тереза, знакът на Бритиш Петролиум и др. След това са прожектирани и изображения на известни отбори и спортисти. Оказва се, че емоциите, които доброволците изпитват, когато гледат изображения на силните брандове (Apple, Ферари и т.н.) са почти напълно идентични с тези породени от религиозните символи (Библията, броеница). По слабите брандове обаче предизвикват реакции в напълно различни мозъчни зони от силните брандове и религиозните символи. Спортните изображения пък предизвикват по-слаби реакции в сравнение със слабите и силните брандове, спрямо религиозните символи.
Следващите проучвания са свързани със суеверия и ритуали. През 90-те години на 20 век „Гинес“отчитат огромни загуби по всички кръчми на Британските острови. Причината е, че клиентите не искат да чакат нужното време, за да се утаи яката на бирата им. Затова компанията решава да обърне този дразнещ факт в добродетел. Те се впускат в масивна рекламна кампания с лозунги като „Хубавите неща идват при този, който може да чака“ и „Перфектният пайнт се налива за точно 119.53 секунди“ и дори излъчват реклами показващи правилният начин за наливане на „Гинес“. Така се ражда и ритуалът и благодарение на рекламите, артистичното наливане става част от пиенето на Гинес. Линдстрьом твърди, че ритуалите помагат да се формира емоционалната връзка с бранда и продуктите му. Те правят нещата, които купуваме незабравими. Той дефинира ритуалите и суеверията като“ не съвсем рационални действия и вяра, че човек може някак да манипулира бъдещето, като се ангажира с известни начини на поведение въпреки факта, че няма видима причинна връзка между поведение и изхода на ситуацията“. цитат от книгата, който доста ясно описва ситуацията:“ Колкото по-непредсказуем става светът, толкова повече се опитваме слепешката да намерим някакво чувство за контрол върху живота си. И колкото сме по-тревожни и несигурни, толкова повече започваме да разчитаме на суеверия и ритуали, които да ни помагат да преодоляваме трудностите. Чувството, че притежават специални способности помага на хората да се извисяват над заплашителните ситуации и им помага да успокояват всекидневните си страхове и да се противостоят на нервното напрежение“. Най-точният пример в книгата е следният: Брус Худ, професор по експериментална психология в Бристълския университет, Англия решава да демонстрира, че всеки може да стане жертва на суеверия. Худ показва пред цяла зала с ученици един син пуловер и заявява, че ще даде по десет лири на всеки, който се съгласи да го облече. Гора от ръце. Тогава Худ казва на аудиторията, че пуловерът принадлежи на Фред Уест, сериен убиец на 12 момичета и собствената си съпруга. Почти всички хора свалят ръцете си. А когато няколкото останали души пробват пуловера, Худ забелязва, че стоящите около тях инстинктивно отдръпват столовете си настрани от „белязаните“. Тогава Худ признава, че всъщност пуловерът не е бил на Фред Уест, но това вече няма никакво значение.
Последните проучвания в книгата са свързани със соматичните маркери – звук, мирис, образ и създадената приятна асоциация, подпомагащи за взимането на бързи решения и последващото спечелване на потребителите. Но съществува и възможността за тотално различна ситуация с негативен отзвук за бранда. Пример за такова е всеизвестната мелодия на марката телефони „Nokia“, която се свързва със служебен телефон, работа, напрежение и други „екстри“. Чрез използването на сетива за вкус и мирис и някоя позната до болка билка или аромат, любима на всички потребители, успехът на продукта е сигурен. Пример за това е ванилията, пробуждаща детски спомени, спокойствие и усещане за дома.